# أوروبا والعبودية في العصور الوسطى
العبودية في العصور الوسطى المبكرة في أوروبا كانت بشكل عام غير شائعة وفي أوروبا الغربية اختفت العبودية في العصور الوسطى القادمة. التي كانت واسعة الانتشار في نهاية العصور القديمة للمجتمعات البشرية التي تبنت العبودية والقنانة. عند تتبع أصل كلمة «عبد» عن طريق علم الاشتقاق نجد أنها تعود للحقبة المنصرمة من العصور القديمة في العالم القديم وتعني «سلافي» من الشعوب السلافية. شهدت العبودية تقلصا كبيرا في كثير من أجزاء أوروبا منذ العصور الوسطى لصالح ارتفاع بطئ للقنانة على حساب العبودية، مع الأخذ بعين الاعتبار أنها لم تختفِ نهائياً من الوجود. فاستمرت مدة أطول في جنوب أوروبا وفي أوروبا الشرقية. في بولندا كانت العبودية محرمة منذ القرن الخامس عشر الميلادي. وفي لثوانيا، ألغيت نهائيا في عام 1588 ميلادي.
خلال هذه الفترة كان يتم بيع وشراء الرقيق والعبيد بالمدن الرئيسية في أوروبا بصورة مفتوحة وحرة، كثير من المدن كانت مراكز للاتجار بالبشر مثل مدينة مرسيليا ودبلن وفيردان وبراغ وأكثر المشترين كانوا من الشرق الأوسط. بلدة كافا في شبه جزيرة القرم كانت تعتبر الرائدة في هذه التجارة خلال العصور الوسطى. يجلب العبيد الوثنيون من كييف مرورا ببراغ ولفيف إلى عاصمة الخلافة في الأندلس قرطبة وهذا الطريق البري ينافسه طريق آخر يؤدي إلى البحر الأسود.

## التبريرات للعبودية
في أواخر الدولة الرومانية، كان الموقف الرسمي من العبودية متناقضًا. وفقًا لقانون جستنيان، تم تعريف العبودية على أنها «منظومة وفقًا لقانون الأمم بموجبها يخضع شخص ما لحقوق ملكية شخص آخر، بما يتعارض مع الطبيعة».
كان العبيد غالبًا ما يؤخذون في الحرب. على هذا النحو، فإن التفكيرين العبري والإسلامي كليهما كانا ينظران إلى العبد باعتباره «عدوًا داخليًا». في المسيحية، اعتُبر الوثنيون والهراطقة أعداء للإيمان واعتبر استعبادهم عادلا. من الناحية النظرية، يمكن للعبيد الذين تحولوا دينيا للمسيحية أن يشرعوا في السير في طريق الحرية، لكن الممارسات كانت غير متسقة: لم يكن السادة ملزمين بإعتاق المتحولين، وكثيراً ما كان يتم تثبيط ممارسة تعميد العبيد. تم تثبيط استعباد أتباع الديانة لآخرين من نفس ديانتهم، وذلك في حالة المسيحيين واليهود والمسلمين على حد سواء. ونتيجة لذلك، كان الوثنيون في شمال أوروبا والأفارقة السود هدفًا لجميع الجماعات الدينية الثلاث. اختلط الاختلاف العرقي والديني في تبرير العبودية.
كانت لعنة حام أحد المبررات المسيحية الرئيسية للعبودية، خاصة ضد ذوي البشرة الداكنة. تشير لعنة حام إلى حكاية كتابية (سفر التكوين 9: 20-27)، حيث يخطئ حام، ابن نوح، برؤية والده عاريا، على الرغم من اختلاف العلماء حول الطبيعة الدقيقة لخطأ حام. نتج عن ذلك أن لعن نوح ذرية حام (كنعان) بأن يكون «خادم لإخوته». على الرغم من أنه لم يتم ذكر العرق أو لون البشرة، إلا أن العديد من العلماء اليهود والمسيحيين )ليس هناك دليل على ان الاسلام او المسلمون كانوا يوافقون على العبودية بل بالعكس الاسلام قد امر في القرآن الكريم بحس معاملة العبيد و ضمن لهم حقوق عدة قبل تحريم العبودية نهائياً في نهاية الرسالة التي جاء بها محمد صلى الله عليه و سلم) - بدأوا في تفسير المقطع على أنه لعنة خاصة بكل من العبودية والبشرة السوداء، في محاولة لتبرير استعباد المنحدرين من أصل أفريقي.
تم حل التناقض الظاهر بين مفهوم الحرية الإنسانية الذي تم الاعتراف به في الحق الطبيعي والاعتراف بالعبودية بموجب القانون الكنسي من خلال التوصل إلى «حل وسط» قانوني: الاستعباد أصبح مسموحًا به إذا كان «لسبب عادل يمكن تعريفه من خلال السلطة البابوية». كان يُعتقد أن العبودية مرتبطة ارتباطًا وثيقًا بالخطيئة الأصلية. قرب منتصف القرن الخامس عشر، قامت الكنيسة الكاثوليكية، ولا سيما السلطة البابوية، بدور نشط في تقديم مبررات لاستعباد الساراكينوس، الوثنيين، الأفارقة، وغيرهم من «الكفار». في عام 1452، سمح مرسوم بابوي بعنوان Dum Diversas للملك البرتغالي أفونسو الخامس باستعباد أي «مسلمين» أو «وثنيين». اعترف البابا نقولا الخامس، بأن العمل العسكري للملك ألفونسو شرعي في مرسومه البابوي، وأعلن «القدرة الكاملة والحرة، من خلال السلطة الرسولية بموجب هذا المرسوم، لغزو الساراكينوس والوثنيين وقهرهم وإخضاعهم، وغيرهم من الكفار وغيرهم من أعداء المسيح، و... لجعل أفرادهم في عبودية دائمة...»
في مرسوم تالي، صدر في عام 1455 بعنوان رومانوس بونتيفكس، كرر البابا نقولا الخامس دعمه لاستعباد الكفار في سياق احتكار البرتغال لطرق التجارة في شمال أفريقيا.
يرى مؤرخون، مثل تيموثي رايبورن، أن المبررات الدينية عملت على إخفاء الضرورات الاقتصادية الكامنة وراء منظومة الرق.

## العصور الوسطى المبكرة

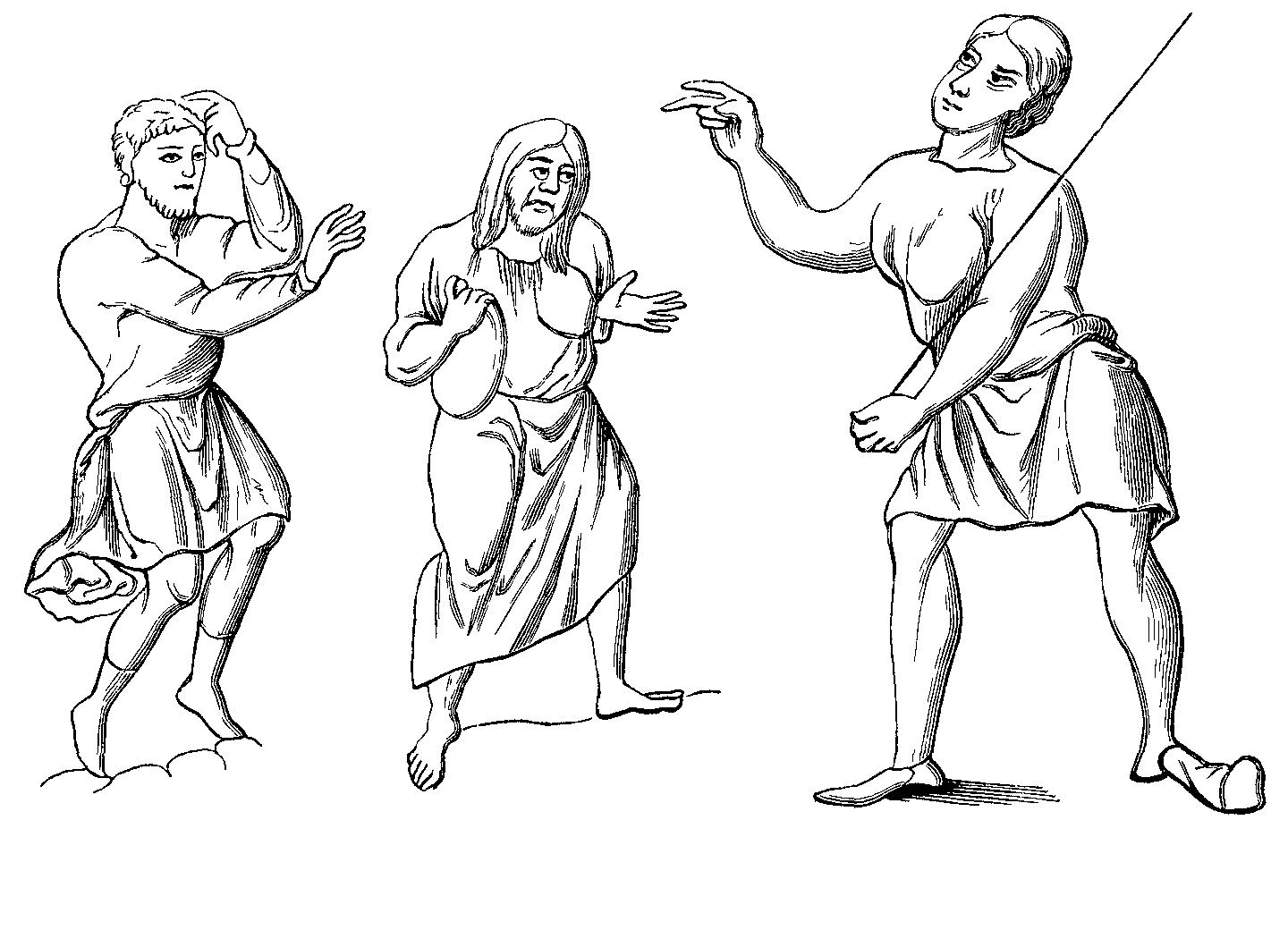
أزياء العبيد والأقنان، من القرن السادن إلى القرن الثاني عشر.

الفوضى السائدة وكثرة الحروب والمنازعات جعلت من المعتاد كثرة العبيد في العصور الوسطى المبكرة. القديس باتريك تم القبض عليه وبيعه كعبد. في عصر الفايكنج الذي بدأ حوالي سنة 793 أخذ محاربو الفايكنج أسرى المدن والقرى التي حاصروها وأعداءهم المنهزمين كعبيد. في الدول النوردية كان العبيد يسمون بالثارال (بالإسكندنافية القديمة:Þræll).

## العبودية في الامبراطورية العثمانية

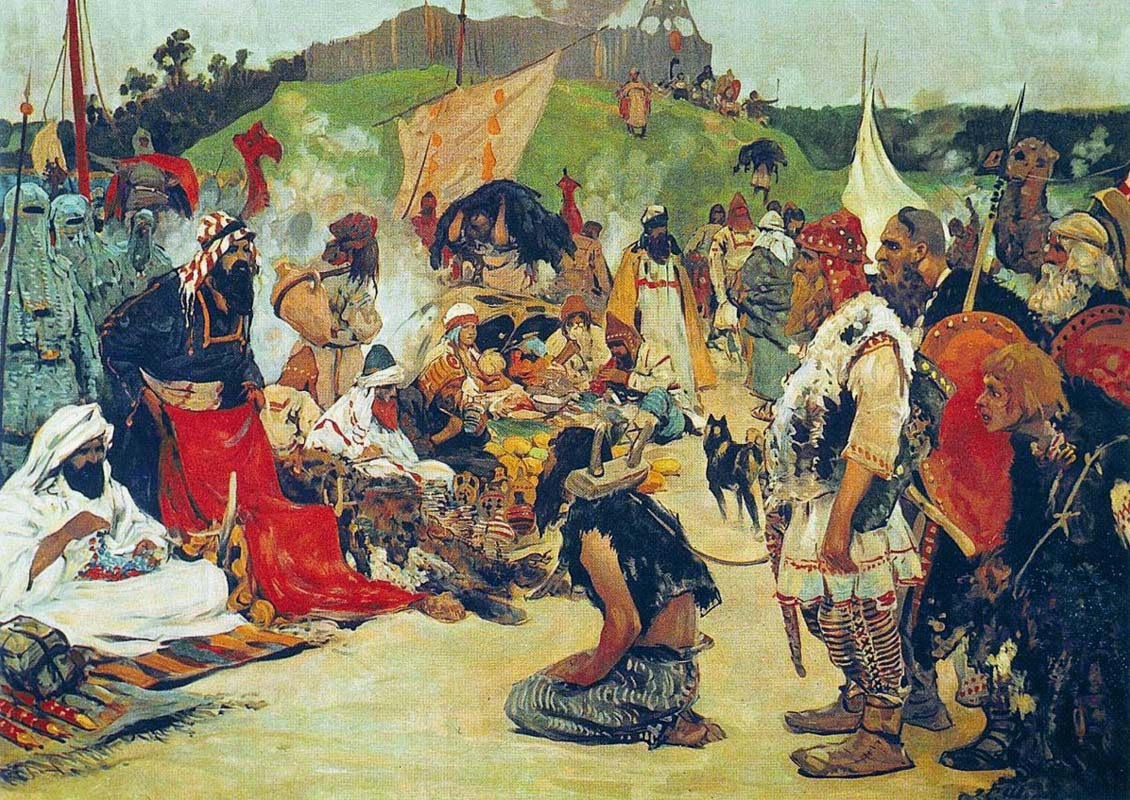
قراصنة في العاصمة الجزائرية

كانت طبقة العبيد تُشكل جزءًا مهمًا لا غنى عنه في المجتمع العثماني، وكانت هذه الطبقة تتألف من الصبية والبنات الأوروبيين الذين يخطفهم القراصنة أو يتم سبيهم خلال المعارك والحروب، ومن الأفارقة الذين كان يخطفهم تجّار الرقيق من قراهم جنوب الصحراء الكبرى. ألغى السلطان محمود الثاني تجارة الرقيق الأبيض في أوائل القرن التاسع عشر، فتحرر جميع العبيد من يونانيين وجورجيين وأرمن وشركس، وأصبحوا مواطنين عثمانيين يتمتعون بسائر الحقوق التي يتمتع بها الأحرار. إلا أن تجارة الرقيق الأسود استمرت قائمة حتى أواخر عهد الدولة العثمانية، كذلك يفيد بعض المؤرخين أن تجارة الآمات استمرت قائمة حتى سنة 1908م. كان حريم السلطان يتألف بمعظمه من الآمات، وقد تزوّج بعض السلاطين بآمة أو أكثر مما ملكوا، مثل السلطان سليمان القانوني، الذي عشق آمته الأوكرانية المدعوة «روكسلانا» عشقًا شديدًا وتزوج بها، فولدت له السلطان سليم الثاني. وقد حقق بعض العبيد العثمانيين شهرة كبيرة ووصلوا إلى مراكز مهمة، ومنهم علي بك الكبير يوناني الأصل، الذي كان والي مصر، ثم تمرّد على الدولة العثمانية وسمى نفسه سلطان مصر وخاقان البحرين (الأحمر والمتوسط)، وأحمد باشا الجزار بشناقي الأصل، الذي أصبح والي عكا واستطاع صد هجوم نابليون بونابرت على المدينة.
أخذت الدولة العثمانية بنظام الخصاء في قصور السلاطين، على الرغم من أن الشريعة الإسلامية تحرّم مبدأ الخصاء، وكان أخذ الدولة بهذا النظام غير الشرعي من الحالات النادرة التي خرجت فيها على الشريعة الإسلامية. بينما يقول مؤرخون آخرون أن العثمانيين كانوا يشترون العبيد الخصيان من خارج حدود الدولة حيث تكون عملية الاخصاء قد أجريت للعبد في صغره ليتم بيعه في سوق النخاسة إلى الملوك والأمراء حيث كان اخصاء العبيد وبيعهم للخدمة في قصور ملوك الدول المختلفة تجارة رائجة في العصور القديمة والوسطى وشطر من العصور الحديثة قبل منع الرق دوليًا. كانت هناك طائفتان من الخصيان: الخصيان السود وهم المخصيون خصاءً كاملاً، والخصيان البيض وهم المخصيون خصاءً جزئيًا، وكان يُطلق على رئيسهم «قبو آغاسي»، في حين كان يُطلق على رئيس الخصيان السود، الذي هو في الوقت نفسه الرئيس الأعلى في القصور السلطانية، "قيزلر آغاسي"، أي «آغا البنات» و«آغا دار السعادة»، ووضعت الدولة أنظمة خاصة تُطبق على خدمتهم في القصور السلطانية. وقام تنافس شديد بين هذين النوعين كان مرده رغبة كل فريق الاستئثار بالنفوذ الأعلى في دوائر القصور السلطانية وفي شؤون الدولة، وقد ارتفع مقام رئيس الخصيان السود نتيجة اتصاله المباشر بالسلطان ووصل إلى المركز الثالث من حيث الأهمية بعد الصدر الأعظم وشيخ الإسلام، وأضحى الوزراء يتملقونه والمستوزرون يتقربون منه. يتحدر اليوم جميع الأتراك من أصل أفريقي من هؤلاء الأشخاص الذين عملوا كرؤساء للخصيان في قصر السلطان.